# Papiermühle Plöger
Die Papiermühle Plöger ist eine ehemalige Papiermühle und heutzutage ein Museum in Schieder im Kreis Lippe (Nordrhein-Westfalen). Das Gebäude ist unter der Nummer 48 in Teil A der Denkmalliste von Schieder-Schwalenberg eingetragen.

## Geschichte
Bereits 1697 erhielt der Papiermachermeister Johann Bernd Plöger von Graf Kasimir zur Lippe-Brake die Erlaubnis, an der Niese  bei Schieder eine Papiermühle anzulegen, welche kurze Zeit später durch ein Hochwasser zerstört wurde. Graf Rudolph zur Lippe-Brake, auf den auch der Bau von Schloss Schieder zurückgeht, gab 1703 die Neuerrichtung einer leistungsfähigen Papiermühle in Schieder in Auftrag. Das fertiggestellte Gebäude wurde samt Grundstück und Weideland für eine angeschlossene Landwirtschaft an den Papiermüller Franz Christian Plöger, den Bruder von Johann Bernd Plöger, verpachtet.
Die Mühle wurde über Generationen von der Familie Plöger bewirtschaftet und überstand auch die wechselnden Besitzverhältnisse von Lippe-Brake über Lippe-Detmold zu Lippe-Schaumburg und wieder zurück zu Lippe-Detmold.
Ab 1870 erfolgte eine Modernisierung und Erweiterung der Mühle. Durch Rudolf Philipp August Plöger wurden ein Kollergang und eine Rundsiebmaschine angeschafft, um in die Produktion von Aktendeckeln einzusteigen. Zugleich endete ab hier der Pachtvertrag und die Papiermühle ging in den Besitz der Familie Plöger über.
In den 1950er Jahren wurde neben der Mühle eine Pension errichtet, um die rückläufigen Einnahmen aus der Papierproduktion zu kompensieren. Das änderte aber nichts daran, dass Ende der 1960er Jahre die Herstellung nicht mehr rentabel war und bis Ende der 1980er Jahre im Wesentlichen als Hobby betrieben wurde.
1992 übernahm der Heimatverein Schieder, Ortsverein des Lippischen Heimatbundes, als Pächter die Papiermühle mitsamt ihrer historischen Ausstattung. Nach jahrelangen, aufwändigen Restaurierungsarbeiten wurde die Papiermühle im Mai 2001 ihrer neuen Bestimmung als Museum übergeben. Die Papiermühle Plöger zeigt heute die Papierproduktion um 1900.

## Gebäude und Ausstattung
Bei der Mühle handelt es sich um ein zweigeschossiges Fachwerkgebäude mit einem hohen Dach mit Lüftungsgauben. Zu der Anlage gehören weiterhin zwei oberschlächtige Wasserräder mit überdachter Wasserradkammer, die Wehranlagen an der Niese mit dem dazugehörenden Wassergraben und einem Trockenhaus im Garten.
Aus der Zeit von etwa 1870 bis 1890 stammt die noch nahezu vollständig erhaltene maschinentechnische Ausstattung mit Rundsiebmaschine, Transmission, Sumpfbottich mit Rührwerk, Kollergang (Steinholländer), verschiedenen Spindelpressen, Glättmaschine und Papierschere.

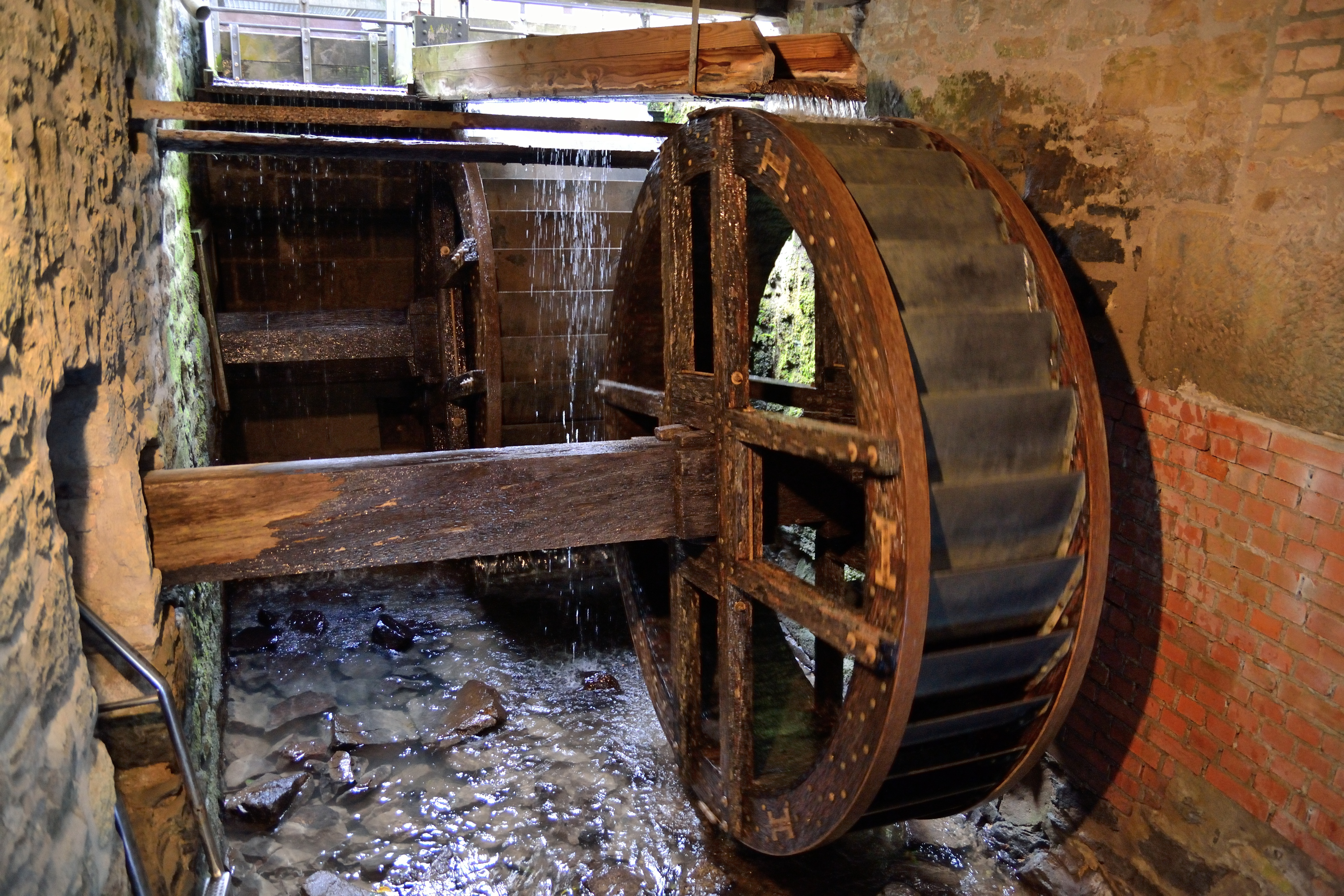
Großes (hinten) und kleines Wasserrad
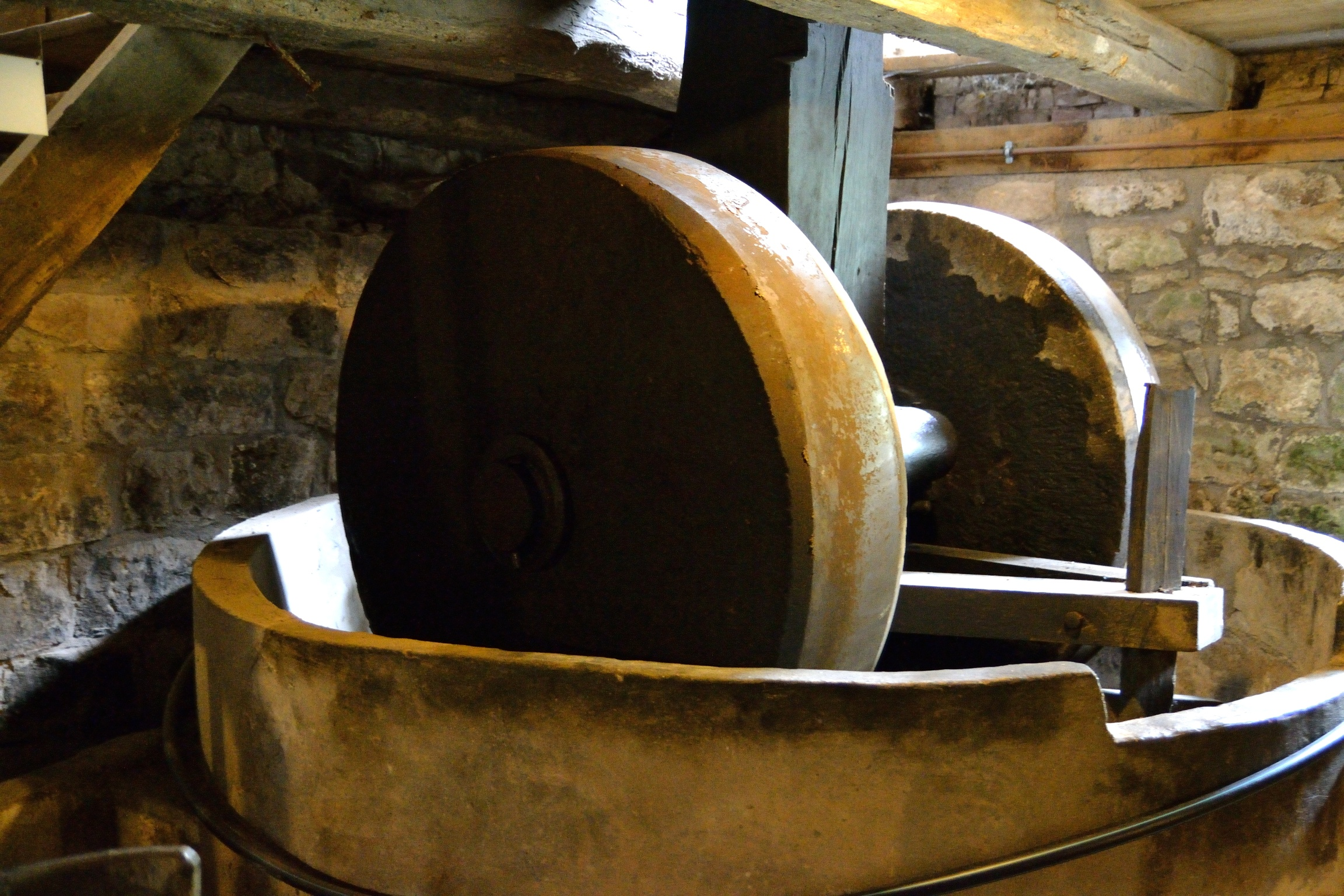
Kollergang
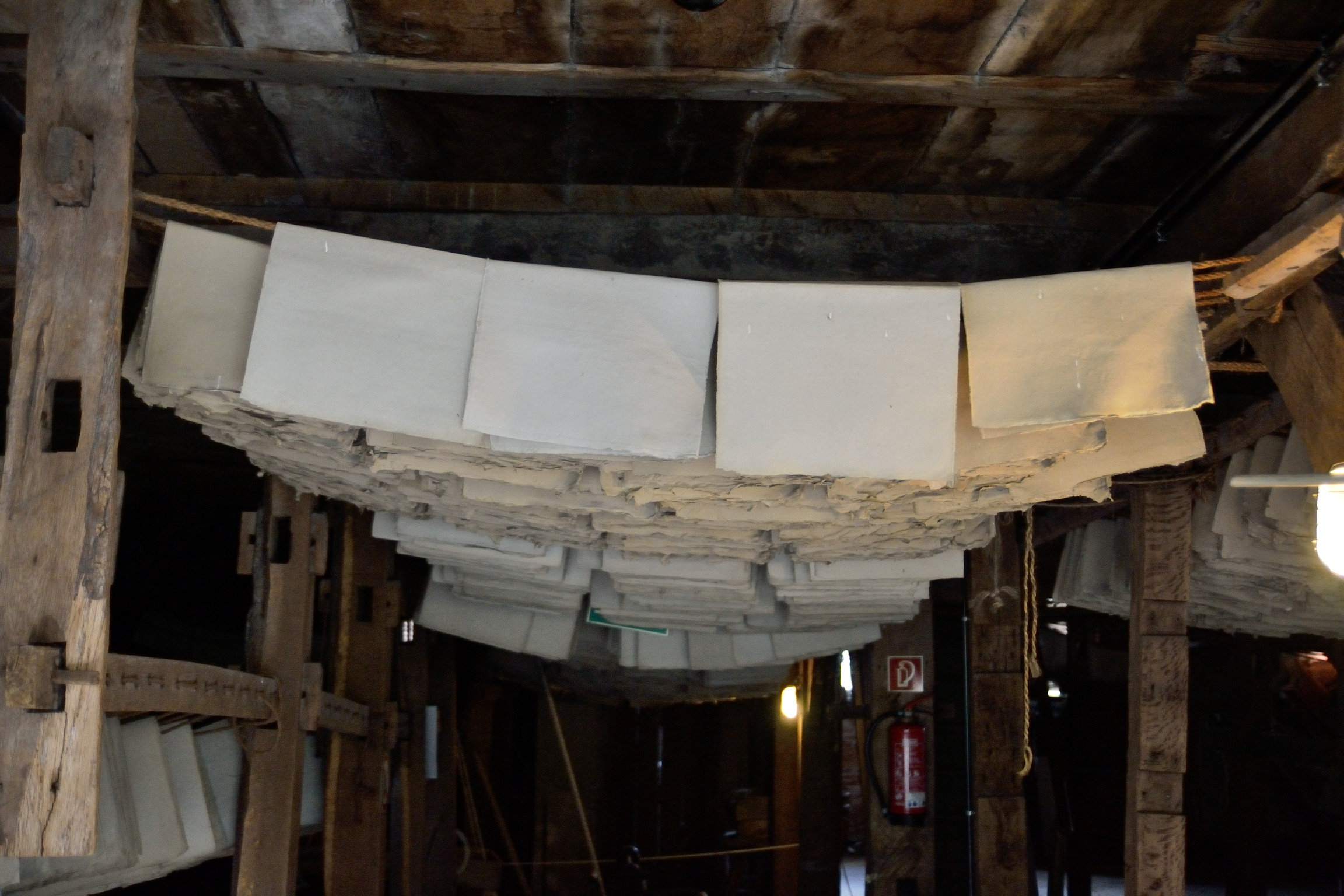
Trockenboden